# Galeria Borghese

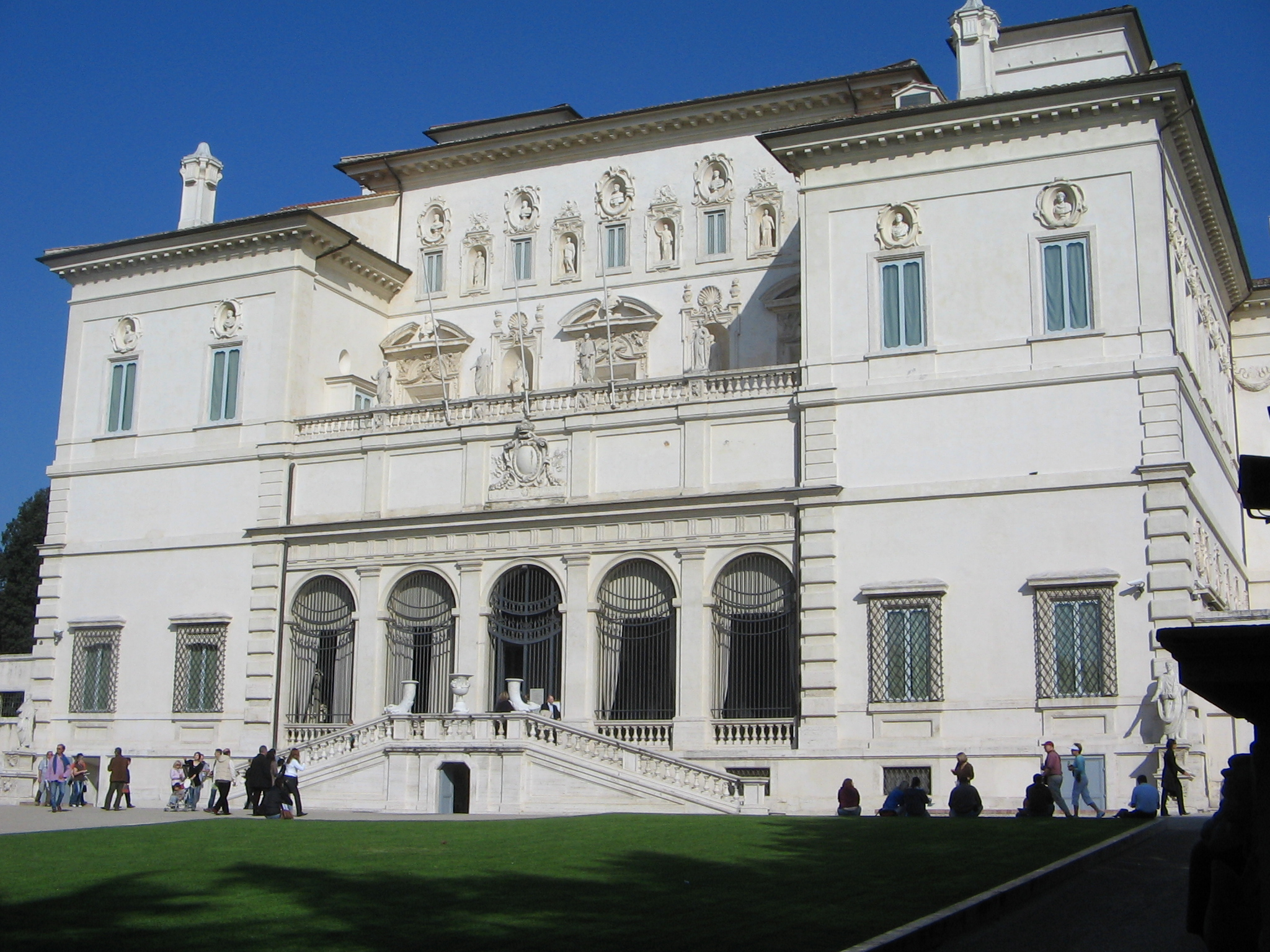
La Galleria Borghese

La Galeria Borghese és un museu d'art situat als jardins de la Villa Borghese, a Roma. Dins de l'anomenada riquesa artística de la ciutat, és una de les pinacoteques essencials.
L'edifici de la Galeria està enclavat en els jardins de Villa Borghese, i el conjunt conformava anteriorment la Villa Borghese Pinciana, propietat de la família homònima. La Galeria Borghese conserva una part substancial de la col·lecció Borghese de pintura, escultura i antiguitats, la qual va ser iniciada pel cardenal Scipione Borghese (1576-1633), nebot del papa Pau V.
Scipione Borghese va ser el primer mecenes de Bernini i un àvid col·leccionista de l'obra de Caravaggio, pel que tots dos artistes es troben extensament representats al museu. A més exhibeix obres destacables d'altres autors com Amor sacre i amor profà, de Tiziano, L'enterrament de Crist, de Rafael Sanzio i notables treballs de Peter Paul Rubens, Agnolo Bronzino i Federico Barocci.
A causa de les reduïdes dimensions de l'edifici i l'enorme flux de turistes, la visita només és possible amb reserva prèvia per telèfon o internet. Els visitants que acudeixen sense reserva hauran de fer cua.
L'amplíssim parc, actualment sota gestió municipal, va ser en la seva època tan extens com tot el centre històric de Roma. Un petit tren el recorre diverses vegades al dia i té la seva parada a les portes de la galeria.

## Història

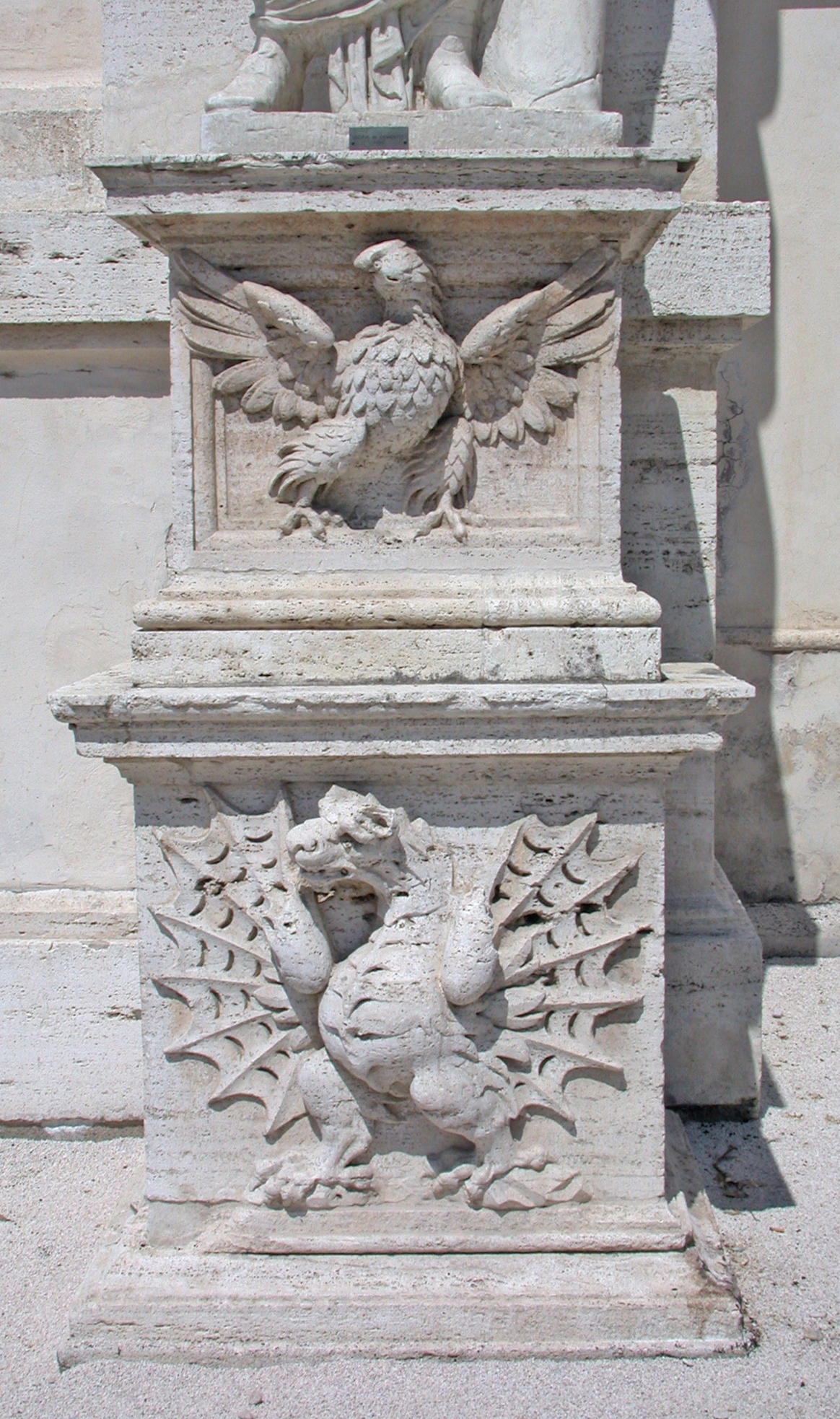
Detall de la decoració a la columna de la Casina, amb l'escut d'armes dels Borghese: drac alat i l'àguila coronada.

L'edifici principal de la vila on actualment hi ha la Galeria Borghese és obra de l'arquitecte Flaminio Ponzio. La seva edificació va començar el 1612 per encàrrec del cardenal Borghese, qui la va usar com a vila suburbana, als afores de la Ciutat Eterna. Però el 1613, Ponzio va morir i és succeït en l'obra per Giovanni Vasanzio (el veritable nom era Jan van Santen), qui va projectar una façana amb una terrassa en forma d'U, decorant el conjunt amb nínxols, vans, estàtues clàssiques i relleus.
La Villa Borghese Pinciana, oCasina Borghese, s'erigia ja amb fama als afores de la Roma del segle xvii. El 1644 el viatger britànic John Evelyn la va descriure com un «Eliseo del plaer» amb «fonts de diversos mecanismes, oliveres i petits rierols d'aigua». Evelyn també va dir que era un «viver» d'estruços, paons, cignes i grues i «diverses i estranyes bèsties».
El príncep Marcantonio IV Borghese (1730 - 1800) va redissenyar els jardins a l'estil anglès i el 1775, va baixar la direcció de l'arquitecte Antonio Asprucci, va reemplaçar els llavors antiquats tapissos i domassos de cuir de la vila i reordenar les escultures i antiguitats dels Borghese seguint un criteri temàtic, que va ser notablement acollit per la societat romana. La conversió de l'edifici en un genuí museu públic, que es va produir a finals del segle xviii, va ser l'objecte d'una exposició al Getty Center, de Los Angeles, l'any 2000, en ocasió de l'adquisició del centre de cinquanta-quatre dibuixos relatius a aquest esdeveniment.
El 1808, a conseqüència del dèficit en el llegat Borghese, el príncep Camillo Borghese, cunyat de Napoleó, va vendre algunes de les escultures i antiguitats dels Borghese a l'Emperador. A causa d'això, el Gladiador Borghese, reconegut des del segle xvii com una de les més admirables estàtues de la col·lecció, es pot en l'actualitat apreciar al Museu del Louvre de París.
Finalment, el 1902, la família Borghese no pot mantenir l'alt cost de manteniment de la vila i la col·lecció és venuda a l'Estat italià per un total de 3,6 milions de lires. El 1903, se segreguen els jardins de la Casina Borghese, venent els primers a l'ajuntament de Roma que els converteixen en parc públic, obert fins a l'actualitat en horari diürn.
L'edifici va ser restaurat íntegrament per última vegada entre 1995 i 1997, reconstruint l'escala doble del pòrtic, així com el seu interior.

## Col·lecció
Una de les virtuts de la Galeria Borghese és el seu caràcter compacte i accessible: l'exposició s'exhibeix al llarg de dues plantes que es poden visitar còmodament en aproximadament dues hores.
La planta principal està dedicada gairebé en la seva totalitat a les antiguitats clàssiques. Són peces del segle i al III, entre les quals destaca el famós mosaic d'Els gladiadors, de l'any 320, trobat el 1834 a la finca dels Borghese a Torrenova a la Via Casilina als afores de Roma. Entre aquestes obres clàssiques, destaca l'escultura neoclàssica de Paulina Borghese com Venus Vencedora, d'Antonio Canova, que completa un projecte museístic realment innovador. Els frescos del sostre del primer pis com a trompe-l'oeil o el salone de l'artista Sicílià Mariano Rossi són magnífics exemples de l'ús de la perspectiva tridimensional en la pintura.
A La planta superior hi ha una sorprenent pinacoteca, amb diverses obres mestres universalment conegudes. N'hi ha dues de Ticià, Amor sacre i amor profà, i Venus embenant els ulls a Cupido. Aquí es mostra també una de les millors pintures religioses de Rafael, Crist portat a la tomba (L'enterrament de Crist). Del mateix artista hi ha un retrat cèlebre, La dama de l'unicorn. De Caravaggio s'exhibeix un conjunt irrepetible, potser el millor exposat en un sol museu: Jove amb cistella de fruites, Bacus malalt (possible autorretrat), La Verge amb el Nen trepitjant la serp (també anomenada La Mare de Déu dels palafrener), Sant Jeroni i David amb el cap de Goliat de la qual es diu que Caravaggio es va retratar a si mateix al cap decapitat del gegant.
La llista d'obres mestres inclou La cacera de Diana, potser la millor pintura mitològica de Domenichino, La maga Circe de Dosso Dossi i el Retrat d'home d'Antonello da Messina. És molt cridaner un tondo de la Verge amb el Nen i Sant Joanet envoltada d'àngels d'1,70 metres de diàmetre, atribuït a Botticelli. De la pintura no italiana destaquen La Pietat de Rubens i Venus i Amor de Lucas Cranach.

### Gian Lorenzo Bernini i els Borghese
Moltes de les escultures estan exposades en els espais per als que van ser ideades, inclosa l'extensa obra de Gian Lorenzo Bernini, que comprèn peces de tota la seva dilatada carrera, des de treballs de joventut com La cabra Amaltea amb Júpiter nen i un faune (1615) a l'animada conjunt d'Apol·lo i Dafne (1622 - 1625) o el David (1623), considerat com una de les primeres obres de l'escultura barroca. També destaquen tres bustos realitzats per l'escultor, dos del Papa Pau V (1618 - 1620) i un del seu intuïtiu primer mecenes el cardenal Scipione Borghese (1632). Altres de les obres de Bernini a la Galeria Borghese són les manieristes escultures d'Enees, Anquises i Ascani (1618-1619) i El rapte de Proserpina (1621-1622).

## Galeria d'obres

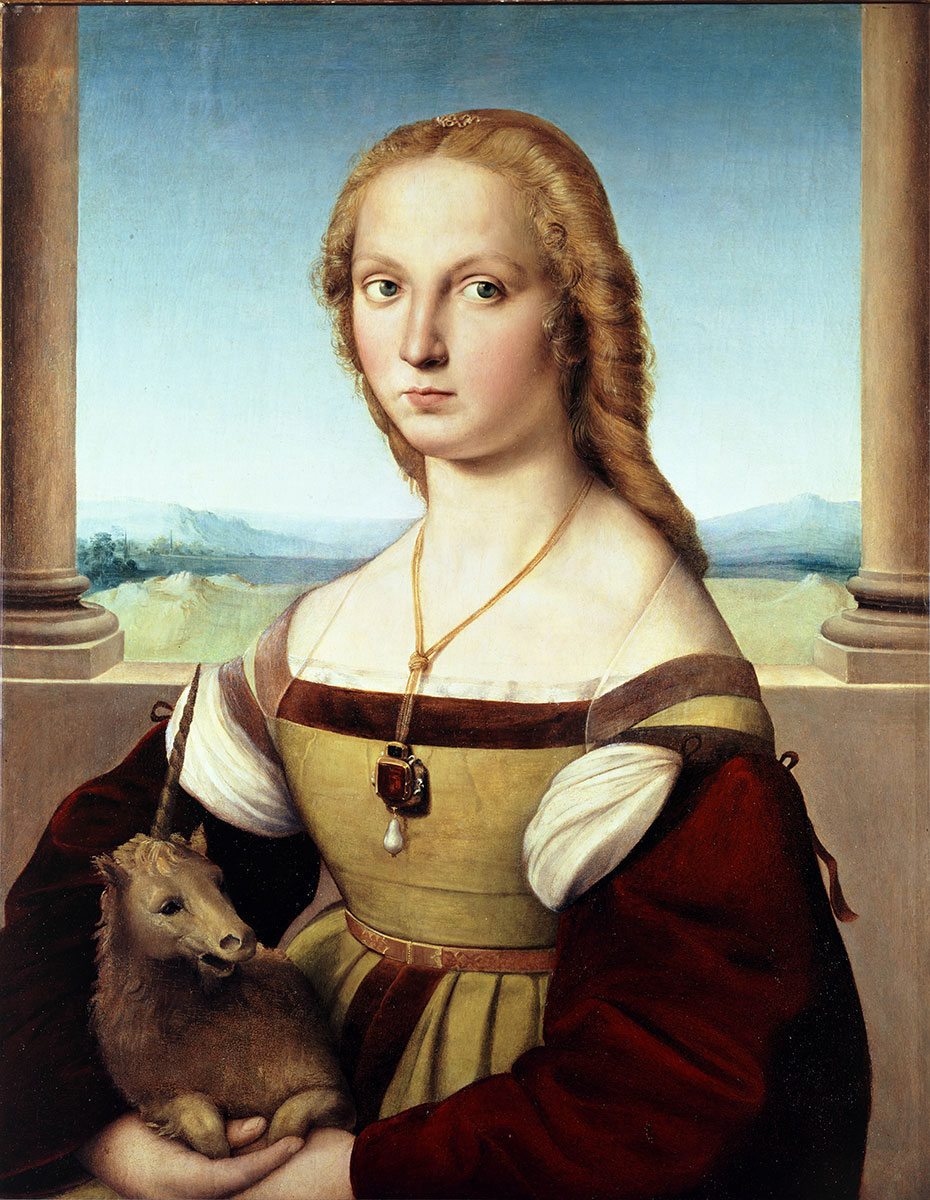
Rafael, La dama de l'unicorn
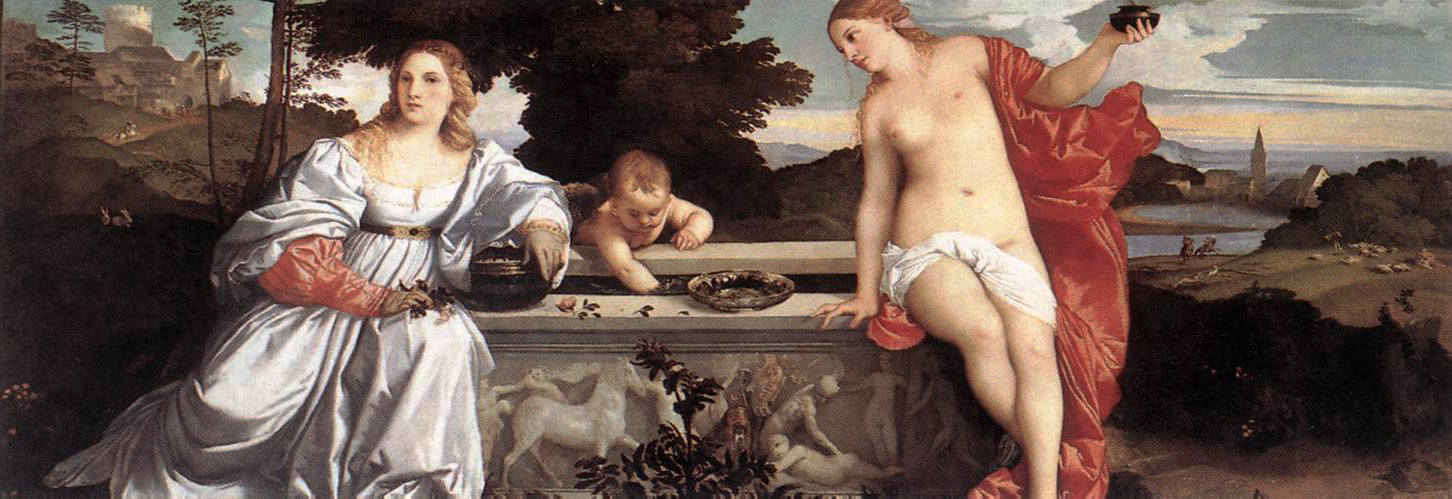
Ticià, Amor sacre i amor profà
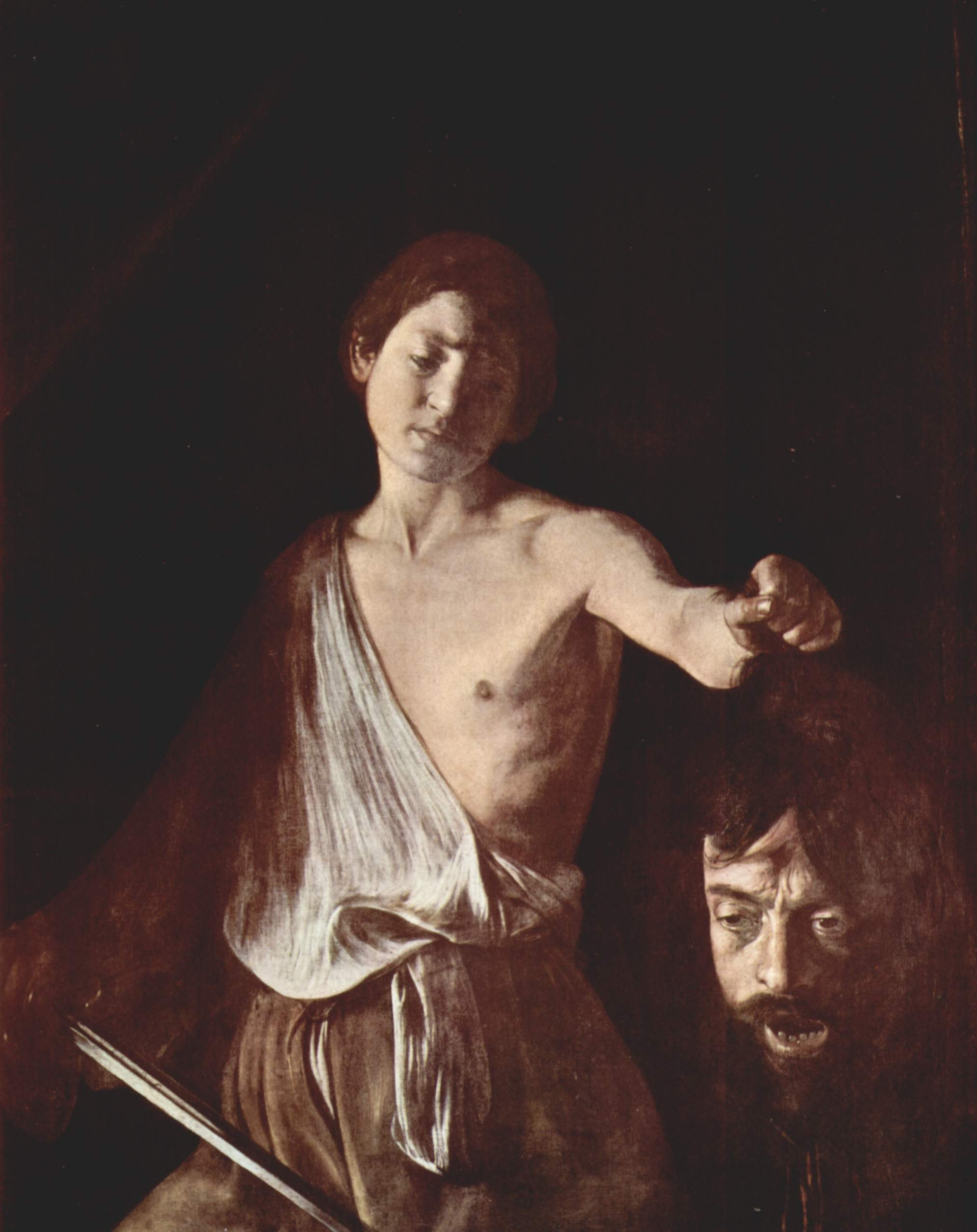
Caravaggio, David amb el cap de Goliat
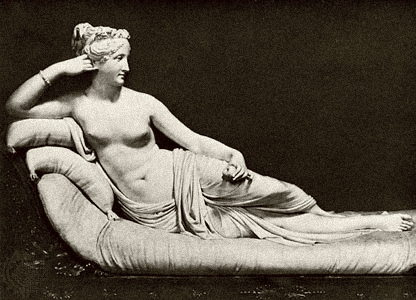
Canova, Paulina Borghese com Venus
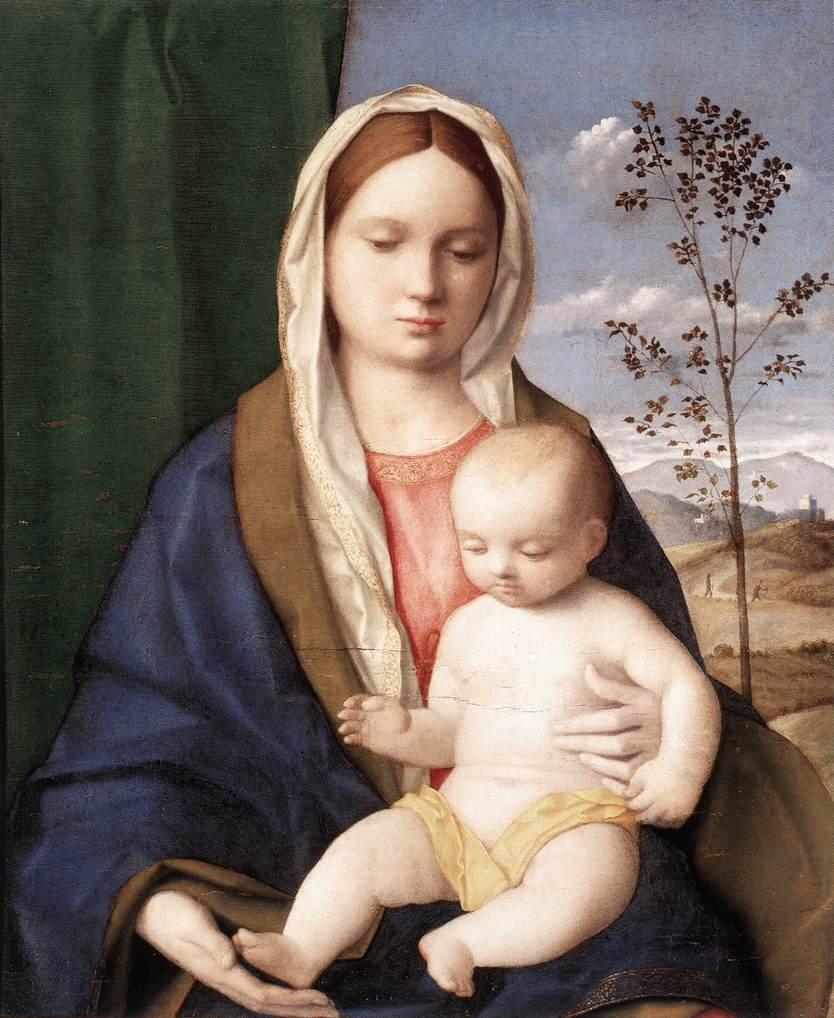
Mare de Déu i el Nen (Bellini)

## Museus propers
També als jardins de Villa Borghese hi ha la Galeria Nacional d'Art Modern i Contemporani, especialitzada en art italià del segle xix i xx i el Museu Nacional Etrusc, amb una àmplia col·lecció d'arqueologia etrusca i preromana, de jaciments dels voltants de la capital.